# Burleigh Heads
Burleigh Heads è una località della Costa d'Oro australiana. Al censimento del 2016, Burleigh Heads aveva una popolazione di 10 077 abitanti.
Confina a nord con il quartiere di Miami, a sud con Tallebudgera Creek, Palm Beach. A ovest, con West Burleigh, e Burleigh Waters. Il centro del quartiere è James Street che è la sua area commerciale.